# Jean-Claude Colin
 (mai 2025).
Si vous disposez d'ouvrages ou d'articles de référence ou si vous connaissez des sites web de qualité traitant du thème abordé ici, merci de compléter l'article en donnant les références utiles à sa vérifiabilité et en les liant à la section « Notes et références ».
Pour les articles homonymes, voir Colin.
Jean-Claude Colin, né le 7 août 1790 à Saint-Bonnet-le-Troncy et mort le 28 février 1875 à Pomeys, est un prêtre catholique français, fondateur de la Société de Marie et déclaré vénérable par le pape Pie X en 1909.

## Biographie

### Enfance
Jean-Claude Colin naît le 7 août 1790. Il est le huitième enfant d'une fratrie de neuf. Son frère aîné (Jean) et sa sœur aînée (Claudine) sont son parrain et sa marraine et l'origine de son prénom (Jean + Claudine = Jean-Claude).
Son père, Jacques Colin, et sa mère, Marie Gonnet (épouse Colin), se marient en 1771 et exercent la profession de cultivateurs en été et de tisserands en hiver.
Pendant le conflit relatif à la Constitution civile du clergé adoptée en 1790, ses parents participent à cacher des prêtres réfractaires. En conséquence, les autorités civiles saisissent l'intégralité des biens de la famille Colin et les expulsent de leur domicile. En 1794, après la chute de Robespierre, Jacques et Marie Colin sont graciés et leurs biens restitués. Néanmoins, en raison des mauvaises conditions de détention et de traitements subis ils décèdent en 1795 : sa mère le 20 mai et son père le 8 juin.
Jean-Claude, alors âgé de quatre ans, est recueilli avec ses frères et sœurs par un oncle résidant dans le village de Saint-Bonnet-le-Troncy. L'arpitan (aussi appelé francoprovençal) est la langue maternelle de Jean-Claude. Il apprend le français lorsqu'il entre à l'école.
En 1804, Jean-Claude (14 ans) intègre l'école du petit séminaire de Saint-Jodard. En 1809, il rejoint le petit séminaire d'Alix, plus proche de son domicile.

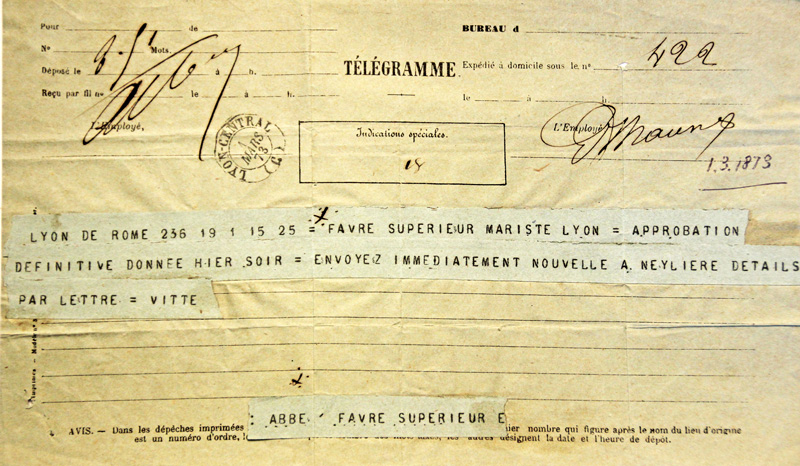
Télégramme du 1er mars 1873 annonçant l’approbation de la constitution de la Société de Marie par Rome.

### Vocation et formation
Vers l'âge de dix-neuf ans, Jean-Claude Colin s'interroge sur une vocation sacerdotale. Le 23 mai 1812, à l'âge de vingt et un ans, il reçoit la tonsure des mains du cardinal Fesch, marquant son renoncement au monde et son désir de rejoindre la vie cléricale. En 1812-1813 il fréquente le petit séminaire de Verrières et ébauche le projet d'une société dédiée à Marie.
En 1813, il intègre le Grand Séminaire de Lyon. Cette même année, il traverse une période de doute sur sa vocation et demande à être radié de la liste des séminaristes. Cependant, il ne quitte pas immédiatement le séminaire. Après quelques jours de réflexion, il demande à être réinscrit sur la liste et à reprendre sa formation, ce qui lui est accordé.
Durant ses études au Grand Séminaire de Lyon, il rejoint le « Groupe de Saint-Irénée », initié par Jean-Claude Courveille au sein du séminaire. Ce groupe réunit des séminaristes désireux de créer de nouvelles structures dédiées à la Vierge Marie ou soutenant cette idée. Bien qu’il n’ait aucune valeur juridique légale, ce groupe est pris très au sérieux par ses membres, pour qui il représente un engagement moral. Le 23 juillet 1816, ils établissent et signent à cet effet une déclaration d’intention.
Le 22 juillet 1816, Jean-Claude Colin est ordonné prêtre, en même temps que cinquante et un autres candidats, par l’évêque Louis Dubourg au nom du cardinal Joseph Fesch en exil à Rome.
Le lendemain, dans l’église de Fourvière (qui fait aujourd’hui place à la basilique Notre-Dame de Fourvière), Jean-Claude, en compagnie de 11 autres prêtres, se consacre à la Vierge Marie.
Il est nommé vicaire dans la commune de Cerdon, aux côtés de son frère Pierre Colin, également prêtre.

## Fondation de la Société de Marie

### Premiers contacts avec Rome et structuration du projet
Le 25 janvier 1822, Jean-Claude envoie une première lettre au pape Pie VII concernant la Société de Marie et l'ébauche de sa constitution. Le 9 mars 1822 il reçoit, de la part du cardinal Raphael Mazio une réponse l'invitant à contacter le nonce apostolique Vincenzo Macchi présent à Paris à ce sujet. Jean-Claude se rend à Paris du 20 novembre au 4 décembre 1822 où il rencontre le nonce et différentes personnes susceptibles de l'aider dans son projet (notamment Hyacinthe-Louis de Quelen et Denis Frayssinous).
Pendant ce séjour il loge aux Missions étrangères de Paris où il rencontre Philéas Jaricot qui le charge d'un colis pour sa sœur Pauline Jaricot qu'il rencontrera à Lyon pendant son voyage de retour.
À la suite de ce voyage et des conseils reçus, Jean-Claude retravaille son projet. Du 22 avril au 14 mai 1823, Jean-Claude retourne à Paris pour représenter le projet corrigé àVincenzo Macchi, qui après en avoir pris connaissance l'invite à recontacter Rome.

### Premier séjour à Rome
Le premier séjour de Colin à Rome a lieu du 15 septembre 1833 au 7 février 1834. Il est accompagné par Antoine Bourdin et Pierre Chanel prêtres maristes. Seul Chanel possède des rudiments d’italien, tandis que Bourdin et Colin s’expriment en « mauvais latin » avec la curie romaine.
À l’occasion de ce voyage, ils sollicitent également des indulgences pour les membres du tiers-ordre de la Société de Marie. Le 28 septembre 1833, ils rencontrent le pape Grégoire XVI, qui les réfère au cardinal Francesco Canali. Après cette rencontre, Bourdin et Chanel retournent en France, tandis que Colin demeure à Rome pour répondre aux questions de la curie, qui examine son projet de Société de Marie.
Le 31 janvier 1834, la  Congrégation pour les Évêques et les Réguliers rejette son projet. La structure multibranche proposée, dans laquelle chaque corps (pères, frères, sœurs maristes) est autonome tout en restant subordonné à l’autorité du supérieur général des pères maristes, est jugée inhabituelle. De plus, Colin n’a présenté qu’un abrégé de la constitution et des règles, alors que, pour espérer obtenir une reconnaissance papale, il lui faudrait présenter « l’intégralité des règles des prêtres, frères et sœurs.

### Acceptation de la mission en Océanie et reconnaissance de la Société
En 1835, la Congrégation pour l'évangélisation des peuples décide de lancer une mission dans le Pacifique afin de répondre aux besoins croissants de la population. Dans ce contexte elle recherche des prêtres missionnaires à y envoyer et entre en contact avec le diocese de Lyon. Ce-dernier décide de recommander les prêtres de la Société de Marie en ces termes :
« la Société des prêtres de Marie, qui œuvre avec succès dans les diocèses de Lyon et de Belley et qui en ce moment, demande son son approbation au Sainte-Siège, pourra fournir cinq ou six bons candidats pour commencer, et veillera à maintenir le nombre nécessaire de missionnaires ».
Le 10 février 1836, Jean-Claude Colin accepte au nom de la Société de Marie la responsabilité de cette mission en Océanie et demande a cette occasion si les prêtres maristes peuvent prononcer des vœux religieux et se choisir un supérieur. Cette demande si elle est acceptée implique la reconnaissance officielle de la Société de Marie et de sa branche des pères maristes. Colin pour justifier sa demande en explique que cela faciliterait leur action car à ce moment là, les prêtres maristes sont dispersés entre les dioceses de Lyon et Belley. Le 11 mars 1836, la Congrégation pour les Évêques et les Réguliers recommande au pape Grégoire XVI qu'il autorise les prêtres de la Société de Marie (mais non les frères, ni sœurs maristes) à prononcer des vœux simples, avec la possibilité pour le supérieur général  de la Société de les en relever le cas échéant. Le pape accepte cette requête et demande qu'un brief apostolique soit préparé en ce sens. Le même jour le cardinal Castruccio Castracane écrit une lettre à Jean-Claude pour lui indiquer :
« Je voudrais que vous compreniez que la raison principale pour laquelle la Sacrée Congrégation a été amenée à approuver votre compagnie est de vous inciter à entreprendre avec plus d'ardeur cette mission difficile, afin qu’en travaillant énergiquement à cette tâche importante, vous puissiez implanter la foi catholique dans le sud de la Polynésie, et qu’avec l’aide de Dieu qui fait croître, vous puissiez continuer ce que vous avez commencé ».
Le 29 avril 1836, le pape Grégoire XVI signe le bref apostolique « Omnium gentium salus » par lequel il accorde aux prêtres maristes, alors au nombre de cinquante, le droit d'élire un supérieur général, de prononcer des vœux religieux et donne pouvoir au supérieur général de dispenser de ces mêmes vœux. Par ce bref apostolique la Société de Marie est officiellement approuvée par le Saint-Siège et ne relève plus dés lors de l'autorité des évêques.
Cependant le pape réserve à la  Congrégation pour les Évêques et les Réguliers l'examen futur des règles de la Société.

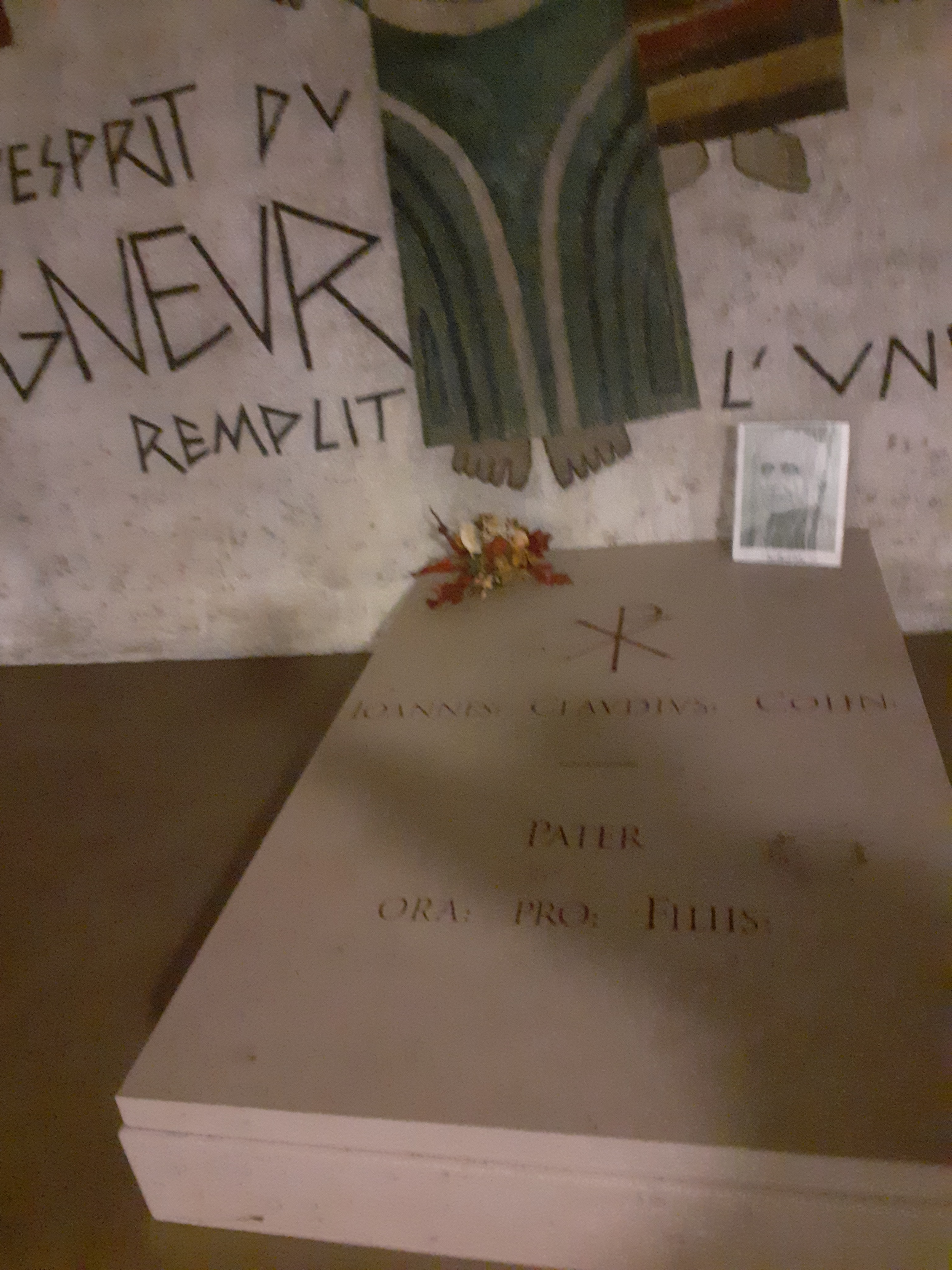
Tombe de Jean-Claude Colin dans la Chapelle de la Neylière

#### Election de Jean-Claude Colin à la fonction de supérieur général de la Société de Marie
Jean-Claude Colin réceptionne le bref apostolique « Omnium gentium salus » le 20 mai 1836. Le 24 septembre 1836, il est élu supérieur général de la Société de Marie à une voie de l'unanimité. Il occupe cette fonction jusqu'en 1854, année où il démissionne.
Le jour de son élection, les prêtres maristes prononcent leurs vœux religieux au sein de la Société de Marie entre ses mains. Le 10 octobre 1836, il se rend à Saint-Chamond pour assister a la cérémonie de vœux religieux de trois frères maristes et le 23 octobre 1836, il se rend à Meximieux pour assister à la cérémonie des vœux religieux de sœurs maristes.

#### Démission de la fonction de supérieur général de la Société de Marie
Le 5 mai 1854, Jean-Claude Colin présente à nouveau sa démission de la fonction de supérieur général de la Société de Marie, estimant que l’affaiblissement de ses forces physiques et morales ne lui permet plus d’assumer cette charge. Il souhaite également pouvoir se consacrer pleinement à la rédaction de la règle des Pères maristes, qui n’est toujours pas achevée. Sa demande est acceptée. Le 10 mai 1854, Julien Favre est élu nouveau supérieur général de la Société. La branche des pères maristes compte 211 prêtres au moment de sa démission.
Cette demande de démission est la troisième formulée par Jean-Claude Colin. Les deux premières, présentées les 25 septembre 1841 et 9 septembre 1842, avaient toutes deux été refusées par les membres de la Société qui souhaitaient le voir continuer a exercer cette fonction.

#### Autres séjours à Rome
Colin fait un deuxième séjour à Rome du 28 mai au 28 août 1842. Il est accompagné de Victor Poupinel, prêtre mariste. À cette époque, Colin est à la tête d’une centaine de prêtres maristes et est considéré comme le supérieur non officiel des Frères et des Sœurs maristes. L’objectif de ce voyage est de demander l’approbation officielle des Frères maristes en tant que membres à part entière de la Société de Marie, ainsi que le droit, pour les Pères maristes, de refuser toute dignité ecclésiastique (évêque, archevêque ou cardinal), sauf en cas d’ordre exprès du Saint-Siège.
Le troisième séjour de Colin à Rome a lieu du 24 ou 25 juillet au 27 août 1846. L’objectif de ce séjour est de rencontrer Jean-Baptiste Pompallier, père mariste responsable des missions en Océanie alors en voyage à Rome, afin de discuter de la mission, ainsi que d’un nouveau découpage territorial destiné à en faciliter la gestion. Toutefois, la rencontre n’a pas lieu : au même moment, Pompallier quitte Rome pour la France afin d’y retrouver Colin. Arrivé en France, Pompallier apprend que Colin est parti pour Rome pour le rencontrer. Pompallier retourne à Rome, mais entre-temps Colin est reparti pour la France. Cette succession de déplacements manqués entraîne un échange de correspondance et une rencontre est organisée à Rome.
Le quatrième séjour de Colin à Rome a lieu du 4 décembre 1846 au 22 juin 1847. Il est accompagné d’Antoine Dubreul, prêtre mariste envoyé en mission à Sydney en novembre 1844 et rappelé en France en juillet 1846 comme consultant sur la mission. Ils y sont enfin rejoint par Victor Poupinel prêtre mariste. Ensemble avec Pompallier et la Curie romaine ils examinent l'ensemble des questions relatives à la mission en Océanie. À l’issue de ces échanges, le vicariat de Nouvelle-Calédonie est créé le 13 juillet 1847.
Quatre vicariats sont alors en activité en Océanie, tous confié à des pères maristes : le vicariat de Nouvelle-Zélande confié à Jean-Baptiste Pompallier, le Vicariat d’Océanie centrale confié à Pierre Bataillon, le Vicariat  Mélanésie et de Micronésie confié à Jean-Baptiste Épalle, et  le vicariat de Nouvelle-Calédonie confié à Guillaume Douarre.

### Engagement dans la mission en Océanie
Entre 1836 et 1849, Jean-Claude supervise l'envoi de quinze missions en Océanie, composé de prêtres, frères, sœurs et laïcs. Ces missions sont en partie financées par des collectes de fond organisées par l'association de la propagation de la foi fondée par Pauline Jaricot.
Jean-Claude sollicite également les personnes en missions d'envoyer des lettres destinées à être publiées dans les Annales de la propagation de la foi contenant toutes sortes d'information tels que les fondations réalisées, des descriptions des us et coutumes locales, le nombre de baptêmes, etc afin de garder le public informé.
La sixième mission mariste, envoyée le 16 novembre 1841, emporte une lettre de Jean-Claude Colin adressée au roi Niuliki de l’île de Futuna, le remerciant pour la protection accordée aux prêtres maristes. Cette lettre, rédigée sans que Colin ait encore connaissance des événements récents sur l’île, présente une ironie involontaire : en effet, le père Pierre Chanel, missionnaire à Futuna, a été assassiné le 28 avril 1841 mais la nouvelle n'était pas encore parvenue en Europe à ce moment-là.
La collection Lettres reçues d’Océanierassemble 1 365 lettres envoyées d’Océanie à l’administration mariste entre 1836 et 1854, période durant laquelle Jean-Claude Colin était supérieur général de la Société de Marie. Bien qu’il ait suivi attentivement la correspondance, Colin ne parvint pas à répondre personnellement à chaque missionnaire.

## Ministère pastoral

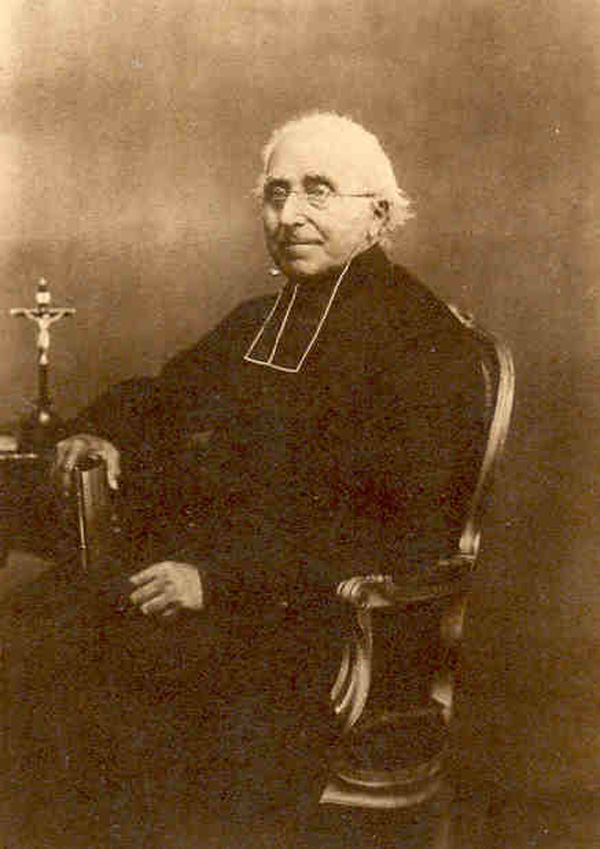
Photographie de Jean-Claude Colin

### Installation à Cerdon
De juillet 1816 à juin 1825, Jean-Claude officie dans la commune de Cerdon. Il y célèbre la toute première messe de sa carrière le 26 juillet 1816. C'est à Cerdon qu'il commence à travailler et à rédiger sur ce qui deviendra plus tard la Société de Marie.
En 1817, il informe son frère Pierre de ce projet et l'invite à rejoindre le « Groupe de Saint-Irénée », ce que Pierre fait officiellement le 18 novembre 1817 en signant la déclaration d’intention du 23 juillet 1816. Pierre devient dès lors le rôle de secrétaire au sein du Groupe et de son frère Jean-Claude.
C'est également  à Cerdon qu'il fait la connaissance de Jeanne-Marie Chavoin, future fondatrice des Sœurs Maristes.
Le 29 octobre 1824, à Cerdon, est formée la première communauté de pères maristes par la réunion de trois prêtres : Jean-Claude Colin, Pierre Colin et Étienne Déclas, tous membres du Groupe de Saint-Irénée. Bien que ne disposant d'aucune reconnaissance légale, cette date est considérée par les maristes comme le début de la Société de Marie.
Du 9 au 29 janvier 1825 est menée la toute première mission mariste : une mission d'évangélisation dans la commune de La Balme. Celle-ci est assurée par Jean-Claude Colin et Étienne Déclas. L'évêque Alexandre Devie, satisfait des missions conduites par la communauté des pères maristes, appelle ces derniers (alors au nombre de quatre) à Belley pour former un groupe de missionnaires diocésains.

### Installation à Belley
Le 22 juin 1825, Jean-Claude Colin quitte Cerdon pour Belley, où il reste jusqu'en 1839. Il est logé avec les trois autres pères maristes au sein du collège de Belley. De 1825 à 1829, Jean-Claude Colin participe à des missions évangéliques organisées par le diocèse. Les lieux où les maristes prêchent sont choisis par l'évêque. Celui-ci les envoie dans de petites paroisses ou églises secondaires des montagnes du Bugey. Sa première mission diocésaine est réalisée le 23 octobre 1825 : il est envoyé pour un mois avec deux autres prêtres dans la commune de Lacoux. Sa dernière mission a lieu en mars 1829 dans la commune de Ruffieu.
Le 19 avril 1829, à la suite du décès du prêtre en charge du collège de Belley, l'évêque Alexandre Devie demande à Jean-Claude Colin de reprendre la direction du collège . Il occupe cette fonction jusqu'en 1836.
En 1830, deux communautés maristes existent : la première dans le diocèse de Lyon (quatre prêtres), la seconde dans le diocèse de Belley (sept prêtres). En octobre de la même année, avec l'autorisation de leurs évêques respectifs, ces deux communautés se réunissent pour élire un « centre d'unité » pour les deux diocèses. Jean-Claude Colin est élu à ce poste. Ce « centre d'unité » constitue toutefois qu'une autorité morale et non légale. Les prêtres maristes restent des prêtres diocésains et relèvent à ce titre de l'autorité de l'évêque du diocèse dans lequel ils exercent. Il maintient également l'unité avec les frères et sœurs maristes.
Le 15 juin 1834, en reconnaissance de son travail dans les missions et au college de Belley, l’évêque Alexandre Devie nomme Jean-Claude chanoine honoraire de la cathédrale de Belley.

### Installation à Lyon
Entre le 4 et le 9 novembre 1839, Jean-Claude Colin quitte Cerdon pour s’installer à la « Puylata », une propriété située montée Saint-Barthélemy à Lyon, achetée aux Frères des Écoles chrétiennes en 1837 et établie comme maison-mère de la Société de Marie. Il y résidera jusqu’à sa démission de la fonction de supérieur général, le 7 mai 1854, et son installation à La Neylière. Depuis la Puylata il organise et administre la Société de Marie ainsi que les missions en Océanie.

### Installation à La Neylière
Le 8 mai 1854, après avoir démissionné de sa charge de supérieur de la Société de Marie, Jean-Claude Colin se retire à La Neylière, où il finalise la règle des Pères maristes ainsi que la constitution de la Société de Marie. Il y décède le 28 février 1875 et y est inhumé.

#### La Neylière un projet de maison contemplative
Bien que cela n’ait pas été prévu ni même envisagé dans son projet initial, Jean-Claude Colin développe, au fur et à mesure que la Société de Marie évolue, l’idée de créer une maison contemplative dirigée par des Maristes, mais destinée aux laïcs. En juin 1842, il acquiert une propriété à Marcellange (aujourd'hui dans la commune Saint-Léon) dans le but de concrétiser ce projet. La communauté mariste chargée de l’animer est alors composée de trois pères et de deux frères maristes. Toutefois, le projet est abandonné en juin 1844 et la propriété revendu en janvier 1845 en raison de l’isolement trop important du lieu, qui empêche et la venue des laïcs.
Le 16 juillet 1850, après avoir consulté Alphonse-Marie Eppinger, qui l’encourage dans sa démarche d’établir une maison contemplative, Jean-Claude Colin acquiert la propriété de La Neylière afin de remettre en œuvre ce projet. Après des travaux de construction d’une chapelle, d’aménagements et de rénovations, il établit en mai 1852, une communauté composée de deux pères et de quatre frères maristes. L’idée, à ce moment-là, est de faire de La Neylière une maison contemplative, un lieu de retraite spirituelle, ainsi qu'une maison de retraite pour les maristes âgés. Toutefois, les projets de maison contemplative et de maison de retraite sont finalement abandonnés.
Aujourd'hui, La Neylière offre un lieu de retraite spirituelle et un lieu de vie culturelle (musée de l’Océanie, expositions temporaires, colloques, conférences etc.), ouvert à tous.

## Relations avec les autres branches maristes

### Colin et frères maristes
Le 18 septembre 1837, Jean-Claude Colin demande à Marcellin Champagnat de démissionner de sa fonction de supérieur des frères maristes, avant de le nommer de nouveau à ce même poste. Bien que cette démarche n’ait aucune valeur juridique, les Frères maristes étant à l’époque encore indépendants de la Société de Marie et placés sous l’autorité exclusive de l’évêque de Lyon, elle vise à affirmer le lien qui unit les frères maristes à la Société de Marie, à renforcer la position institutionnelle des frères maristes et à aider à leur reconnaissance par Rome.
En 1839, en raison de la santé préoccupante de Marcellin Champagnat une élection est organisée pour élire un nouveau supérieur pour les frères maristes. Cette élection est présidée par Jean-Claude Colin. Lors de cette élection le frère François Rivat est choisi pour diriger l’institut, qui compte alors 139 frères répartis dans 45 maisons en France, ainsi que plusieurs membres en mission en Océanie.

### Colin et les sœurs maristes
La Société de Marie comprend deux branches de religieuses : les Sœurs Maristes et les Sœurs Missionnaires de la Société de Marie. Colin est uniquement intervenu dans la fondation des Sœurs Maristes établie par Jeanne-Marie Chavoin pour lesquelles il a contribué à la rédaction de la règle et des principes qui régiront la congrégation. Il n’a pas participé à la création des Sœurs Missionnaires de la Société de Marie, fondées à Wallis par Marie-Françoise Perroton

### Colin et le tiers-ordre mariste
Le tiers-ordre mariste, ouvert ouvert à tous laïcs et religieux, a été fondé par Jean-Claude Colin, mais c’est Pierre-Julien Eymard à qu'il a été confié qui va l’organiser et le développer.

## Engagement politique et non-violence

### Colin face aux enjeux politiques de son temps
Au cours d’une discussion tenue vers 1838-1839 au réfectoire de La Capucinière il est rapporté que Jean-Claude Colin s'est exprimé sur l'engagement politique des membres de la Société de Marie. Interrogé sur la légitimité morale d’un soutien actif à la restauration du comte de Chambord,  prétendant à la Couronne de France, Colin s’oppose à toute participation politique. Citant l'épître aux Romains (13,1), il insiste sur l’obligation de soumission à l’autorité en place. Pour lui, espérer ou prier est acceptable, mais susciter des troubles ou versé du sang au nom d’une cause politique est incompatible avec la vocation mariste. Il affirme que les maristes ne doivent s’engager dans aucun parti ou courant politique, car leur mission première est le salut des âmes. Prendre parti politiquement risque d’aliéner ceux qui ne partagent pas la même opinion, alors que la Société de Marie se veut universelle et tournée vers tous.
A l'approche de l'élection présidentielle de 1848, Jean-Claude Colin réaffirme la nécessité pour les maristes de rester en dehors des débats politiques. Il encourage les membres de la Société de Marie à prier pour cette période importante, mais leur demande expressément de ne pas s’impliquer dans la politique. Selon lui, il existe la mission des maristes n’est pas de soutenir un programme politique mais de « conduire tous les partis au ciel ».

### Position de Colin sur la violence et la légitime défense
En 1847, interrogé sur le droit à la légitime défense armée en cas d'attaque pendant une mission, Colin déclare que ce type de réaction n’est ni apostolique,ni conforme à l’esprit de la Société de Marie. Pour lui, prendre les armes va à l’encontre de la mission évangélique. Il précise qu’un mariste devrait quitter un lieu hostile plutôt que de recourir à la violence. Ainsi, Colin recommande de renoncer à toute mission où l’on ne peut assurer sa sécurité qu’en portant les armes.

## Representation
Du vivant de Jean-Claude Colin, six photographies ont été prises. Quatre photos ont été prises en 1866 et deux à des dates inconnus. Suivant l'usage de l'époque, Jean-Claude Colin a posé avec des meubles, soit debout, soit assis dans diverses attitudes.
L'une des quatre photographies prises en 1866 a servi de modèle au peintre Tony Tollet,  à qui les maristes ont commandé un tableau ; aujourd'hui exposé dans la maison mariste de La Neylière.
En 2011, pour marquer la réintroduction de la cause de la béatification de Jean-Claude Colin, une icône le représentant a été commandée par John Hannan, supérieur général de la Société de Marie.

## Reconnaissance par l'Église
Le 14 décembre 1899, la congrégation des rites (aujourd'hui dicastère pour les causes des saints) reçoit une demande du diocèse de Lyon d’ouvrir le procès en béatification de Jean-Claude Colin. Le 9 décembre 1908, le pape Pie X attribue à Jean-Claude Colin le titre de vénérable